# Mathis Wackernagel
Mathis Wackernagel (* 10. November 1962 in Basel) ist ein Schweizer Vordenker im Bereich Nachhaltigkeit. Er ist Präsident der Organisation Global Footprint Network, einer internationalen Forschungsgruppe in Oakland (Kalifornien).

## Leben und Karriere
Nach dem Ingenieurstudium an der ETH Zürich erwarb Wackernagel 1994 einen Doktorgrad in Stadt- und Regionalplanung an der University of British Columbia in Vancouver (Kanada). Im Zuge seiner Arbeit an der Dissertation entwickelte er gemeinsam mit William Rees (* 1943) das Konzept des Ökologischen Fussabdrucks / „Ecological Footprint“. Seither ist er international in Forschung und Lehre tätig, berät Regierungen und Nichtregierungsorganisationen und ist Verfasser zahlreicher Aufsätze und einiger Bücher. Vor allem geht es ihm um die Erarbeitung von Möglichkeiten, die Begrenztheit der ökologischen Rohstoffe handfester zu erfassen und Zielvorstellungen für nachhaltige Entwicklung zu entwerfen. Von der Philosophisch-naturwissenschaftlichen Fakultät der Universität Bern erhielt er 2007 einen Ehrendoktor. 2022 erhielt er einen weiteren Ehrendoktor von der University of Stirling. 2010 wurde er für einen dreijährigen Term (2011–14) zum „Frank H. T. Rhodes Class of 1956“ Gastprofessor an der Cornell University (NY) ernannt. Im Jahr 2012 erhielt er den Blue Planet Prize der japanischen Asahi Glass Foundation. 2018 wurde er mit dem World Sustainability Award ausgezeichnet, 2024 erhielt er den Nobel Sustainability Award for Leadership in Implemention vom Nobel Sustainability Trust.

## Publikationen
- Mathis Wackernagel, Bert Beyers: Der Ecological Footprint. Die Welt neu vermessen.
  - Europäische Verlagsanstalt, Hamburg 2010, ISBN 978-3-931705-32-9.
  - CEP Europäische Verlagsanstalt; Neuausgabe 2016 mit aktuellen Zahlen, ISBN 978-3-86393-074-5.
  - englisch: New Society Publishers, Gabriola Island, British Columbia 2019, ISBN 978-0-86571-911-8. (Book ad).
- Andreas Sturm, Mathis Wackernagel, Kaspar Müller: Die Gewinner und die Verlierer im globalen Wettbewerb: Warum Öko-Effizienz die Wettbewerbsfähigkeit stärkt – 44 Nationen im Test.
  - Rüegger, Chur; Zürich 1999, ISBN 3-7253-0653-2.
  - englisch: The Winners and Losers in Global Competition: Why Eco-Efficiency Reinforces Competitiveness. Rüegger, Chur; Zürich 2000, ISBN 978-3-7253-0658-9.
- Mathis Wackernagel, William Rees: Unser ökologischer Fussabdruck: Wie der Mensch Einfluss auf die Umwelt nimmt. Birkhäuser, Basel; Boston; Berlin 1997, ISBN 3-7643-5660-X.

## Interviews mit Mathis Wackernagel auf Deutsch
- Sustainable Switzerland, NZZ – Mai 2024 «Ohne Massnahmen laufen wir in eine Stagflation»
- Handelsblatt – Juli 2023 «Wie lange reicht die Erde noch?» (podcast)
- taz.de – November 2022 «Wir haben uns verrechnet»
- Swissinfo – März 2022 «Mathis Wackernagel: "Privilegien und Resignation – ein toxisches Gemisch"»
- Drees & Sommer – Oktober 2021 «Tränen in den Augen der Finanzminister»
- FAZ – August 2021 «Wir verbrauchen zu viel – das ist wirklich nicht schwer zu begreifen»
- FAZ – Juli 2021 «Die Zukunft wird, ob wir wollen oder nicht, frei von fossiler Energie sein» Photos
- Energiewende Magazin – Mai 2021 «Auf großem Fuß» | EWS Schönau
- OOOM 2019 – April 2019 «Österreich zerstört Österreich»

- Watson.ch – Mai 2019 «Wir befinden uns in einem Krieg gegen uns selbst»
- Landeszeitung Lüneburg – Juli 2019 «Die Wette gegen die Erde. Mathis Wackernagel, Schöpfer des ökologischen Fußabdrucks, drängt darauf, die Natur nicht weiter zu übernutzen»
- Süddeutsche Zeitung – Juli 2019 «Nachhaltigkeit ist wie Zähne putzen»

## Fussnoten
1. ↑  Sustainability and sports figures to be recognised by University of Stirling. In: stir.ac.uk. 18. November 2022, abgerufen am 7. November 2024 (englisch).
2. ↑  http://rhodesprofessors.cornell.edu/
3. ↑  Pressemitteilung vom 26. April 2010
4. ↑  https://mdpi-foundation.org/award/awardees/dr-mathis-wackernagel
5. ↑   https://www.nobelsustainabilitytrust.org/the-2024-sustainability-award

| Personendaten    | Personendaten                                |
| ---------------- | -------------------------------------------- |
| NAME             | Wackernagel, Mathis                          |
| KURZBESCHREIBUNG | Schweizer Aktivist im Bereich Nachhaltigkeit |
| GEBURTSDATUM     | 10. November 1962                            |
| GEBURTSORT       | Basel                                        |